# ۲۰ دقیقه (ترانه لیل اوزی ورت)
«۲۰ دقیقه» (به انگلیسی: 20 Min) ترانه‌ای از رپر آمریکایی لیل اوزی ورت می‌باشد که ۱۷ نوامبر سال ۲۰۱۷ به‌عنوان یک ترانهٔ جایزه از عشق یعنی خشم ۲ منتشر گردید. با اینکه این قطعه در زمان انتشار وارد جدول‌های موسیقی نشد، اما در سال ۲۰۲۰ پس از آن‌که در اپلیکیشن اشتراک‌گذاری ویدیو تیک‌تاک مورد توجه قرار گرفت، همه‌بین شد. این ترانه به یکی از بزرگ‌ترین آثار لیل اوزی ورت تبدیل شد و بیش از ۲۰۰ میلیون بازدید در یوتیوب و ۱٫۲ میلیارد پخش در اسپاتیفای به دست آورد.

## پس‌زمینه
لیل اوزی ورت نخستین بار نسخهٔ آزمایشی این ترانه را در ژانویهٔ سال ۲۰۱۷ در لایو اینستاگرام خود به‌نمایش گذاشت؛ این نسخه دارای سینث متفاوتی بود که در نسخهٔ نهایی تغییر کرد.

## ترکیب‌بندی و اشعار
لیل اوزی ورت بر روی یک بیت کلاود رپ صعودش به شهرت و روابط زودگذرش با زنان به رپ می‌پردازد؛ مخصوصاً درمورد رابطه‌اش با معشوقهٔ سابقش، بریتانی برد.